# Saint-Vidal
Saint-Vidal is een gemeente in het Franse departement Haute-Loire (regio Auvergne-Rhône-Alpes) en telt 355 inwoners (1999). De plaats maakt deel uit van het arrondissement Le Puy-en-Velay.

## Geografie
De oppervlakte van Saint-Vidal bedraagt 7,8 km², de bevolkingsdichtheid is 45,5 inwoners per km².
De onderstaande kaart toont de ligging van Saint-Vidal met de belangrijkste infrastructuur en aangrenzende gemeenten.

## Demografie
Onderstaande figuur toont het verloop van het inwonertal (bron: INSEE-tellingen).